# Lina Stančiūtė
Lina Stančiūtė (Vilnius, 7 febbraio 1986) è un'ex tennista lituana.
Vincitrice di quattro titoli nel singolare e tre titoli nel doppio nel circuito ITF, il 28 settembre 2009 ha raggiunto la sua migliore posizione nel singolare WTA piazzandosi 197º. Il 15 maggio 2006 ha raggiunto il miglior piazzamento mondiale nel doppio alla posizione n°138.
Ha disputato 68 incontri con la squadra lituana di Fed Cup vincendone 37, è la detentrice del record di incontri disputati e di successi sia nel singolare che nel doppio rappresentando la sua nazione.